# История хоккея с мячом в России

## Ранняя история
В русских летописях X—XI вв. при описании популярных в народе забав наряду с кулачными боями, плаванием, верховой ездой, стрельбой из лука, городками и лаптой упоминается и клюшкование. В разных регионах огромной страны игра была известна под различными местными названиями, наиболее известными из которых были загон на Севере, погоня на Вятке, свинка на Урале. Летописи и фольклорные записи сохранили и целый ряд других названий — шарение, котёл, догон, юла, козий рог и просто клюшки или клюшки на лед (представляется, что последние четыре названия — не столько обозначение игры, сколько названия предметов, использованных в ней: юла в качестве обозначения аналога современной шайбы, клюшки или козий рог — в качестве обозначения используемой в игре загнутой палки; очень важно и название клюшки на лед, подтверждающее, что в России это был действительно зимний вид спорта). Большим поклонником этой народной забавы был Пётр I, при котором игры с клюшкой на льду Невы собирали до нескольких тысяч зрителей.

## Российская империя
Современную историю хоккея с мячом следует вести с конца XIX века. Здесь можно отметить четыре основных вехи: в 1860-х годах один из сильнейших хоккеистов тогдашней России Илья Березин ввел в игру резиновый мячик; в 1888 г. другой подвижник Хоккея с мячом Петр Москвин основывает «Санкт-Петербургский кружок любителей спорта» (впоследствии — клуб «Спорт») — первый современный спортивный клуб Хоккея с мячом в России; в 1897 г. тот же Петр Москвин адаптирует для Хоккея с мячом правила, действующие в футболе (эти правила более пятидесяти лет применялись в России практически в неизменном виде. 20 марта 1898 года в Санкт-Петербурге проведён первый матч по хоккею с мячом — «Русскому хоккею». В 1955 году с необходимыми не очень значительными изменениями были приняты в качестве международных правил, в соответствии с которыми в новейшее время играют в Хоккея с мячом во всем мире); и, наконец, 8 марта 1898 г. в Санкт-Петербурге на Северном катке на Каменноостровском проспекте состоялась первая игра в соответствии с утверждёнными правилами. Именно 8 марта 1898 г. считается официальной датой рождения русского хоккея. Через год, 21 марта 1899 г. в Выборге клуб «Спорт» в выездном матче обыграл команду местного общества конькобежцев со счетом 5:4. С учетом особого статуса Великого Княжества Финляндского в составе Российской империи, эту игру можно считать и первой междугородней и первой международной игрой в Хоккей с мячом, в которой участвовала российская команда.
К 1900 г. в Санкт-Петербурге существовало уже восемь клубов, активно проводивших товарищеские встречи друг с другом.
В 1902 г. первая команда была создана в Москве.
В 1903 г. в Санкт-Петербурге в рамках празднования 200-летия города был разыгран первый официальный турнир, в котором участвовали петербургские «Юсупов Сад» (победивший в этом турнире) и «Спорт», а также московский «Британский клуб спорта».
С 1905 г. в столице состоялось первенство города, а в следующем году была создана Санкт-Петербургская хоккейная лига, приступившая к проведению ежегодного чемпионата города.
В 1907 г. «Юсупов Сад» совершает первое полноценное международное турне, сыграв на выезде с командами из Швеции, Норвегии и Германии, и в ходе этого турне принял участие в первом официальном для российских команд международном турнире: обыграв в Стокгольме со счетом 7:3 «Офицерский клуб» и со счетом 4:2 команду «ИФК» и сведя в ничью (4:4) игру с клубом «Упсала», «Юсупов Сад» завоевал первый международный трофей российских клубов — Кубок Короля Швеции.
К 1908 г. в Москве насчитывалось уже более десятка хоккейных команд из 6 спортивных обществ: БКС, Унион, РГО Сокол, СКС, ИМРЯК, ЗКС. А первым было в 1902 г. «Английское Общество Игры в Хоккей» и оно первым сыграло с Санкт-Петербургской командой в 1903 году. С этого же года начались регулярные турниры сборных Москвы и Санкт-Петербурга (Петрограда, Ленинграда), продолжавшиеся с перерывами до 1941 г. (последняя игра была сыграна 22 января 1941 г.): до 1923 г. в проводившихся два раза в год играх доминировали петербуржцы (петроградцы), в период с 1923 г. по 1931 г. игры проходили с переменным успехом, а с 1931 г. сборная Москвы выиграла все проведенные встречи.
В 1910 г. Петербургская и Гельсингфорсская (Хельсинки) хоккейные лиги от имени Российский империи участвовали вместе со Швецией, Норвегией, Данией и Германией в создании «Северного Союза Хоккея с мячом-Бенди», к которому позднее присоединились Бельгия, Италия, Нидерланды, Франция, Швейцария и Англия.
Годом позже Петербургская хоккейная лига от имени России присоединилась к Международной лиге хоккея на льду (создана в 1908 г.), из которой позднее вышла, поскольку Международная лига специализировалась на виде спорта, известном как «хоккей с шайбой» или «канадский хоккей».
В 1912 г. была создана Московская Хоккейная Лига и с этого же года началось проведение регулярных Чемпионатов Москвы (первые годы в чемпионате доминировал клуб «СКС» — «Сокольнический клуб спорта»).
В 1914 г. создан Всероссийский Хоккейный Союз, объединивший 34 клуба из 6 городов и принявший решение о проведении первого всероссийского чемпионата в сезоне 1914—1915 г., однако этим планам помешала война, в данном случае — Первая мировая.

## РСФСР
В 1922 г. состоялся первый чемпионат РСФСР, в котором участвовали сборные Москвы (победившая в этом турнире), Твери, Саратова, Николаева и Харькова (любопытно, что Николаев и Харьков расположены на Украине, то есть, чемпионат изначально носил открытый характер).
В 1927 г. сформирована первая сборная РСФСР, которая 13 февраля 1927 г. принимала в Ленинграде сборную рабочих Швеции, которую разгромила со счетом 11:0 (пять мячей забросил москвич В.Михайлов), несмотря на то, что игра проводилась по «скандинавским» правилам, несколько отличавшимся от принятых тогда в России.

## СССР
В 1928 г. прошел первый чемпионат СССР, в котором участвовали сборные союзных республик, Москвы и Ленинграда (последняя стала первым чемпионом СССР). В том же году была сформирована и первая сборная СССР, которая в феврале дебютировала в Норвегии на играх Международной рабочей спартакиады, после чего провела товарищеские матчи в Норвегии и Финляндии.
В 1936 г. состоялся первый Чемпионат СССР по хоккею с мячом среди клубных команд, первым чемпионом страны стало московское «Динамо». Второй чемпионат состоялся лишь через четырнадцать лет в 1950 г., но с тех пор Чемпионат СССР (Чемпионат России) проводился ежегодно.
В 1937—1941 гг., 1945—1954 гг. и с 1983 г. ежегодно в СССР (России) проводятся игры на Кубок СССР (Кубок России).
В 1955 г. специалисты по хоккею с мячом из СССР совместно с коллегами из Норвегии, Швеции и Финляндии провели работу по унификации правил хоккея с мячом, что стало началом современности хоккея с мячом.